# جيوب حاضنة

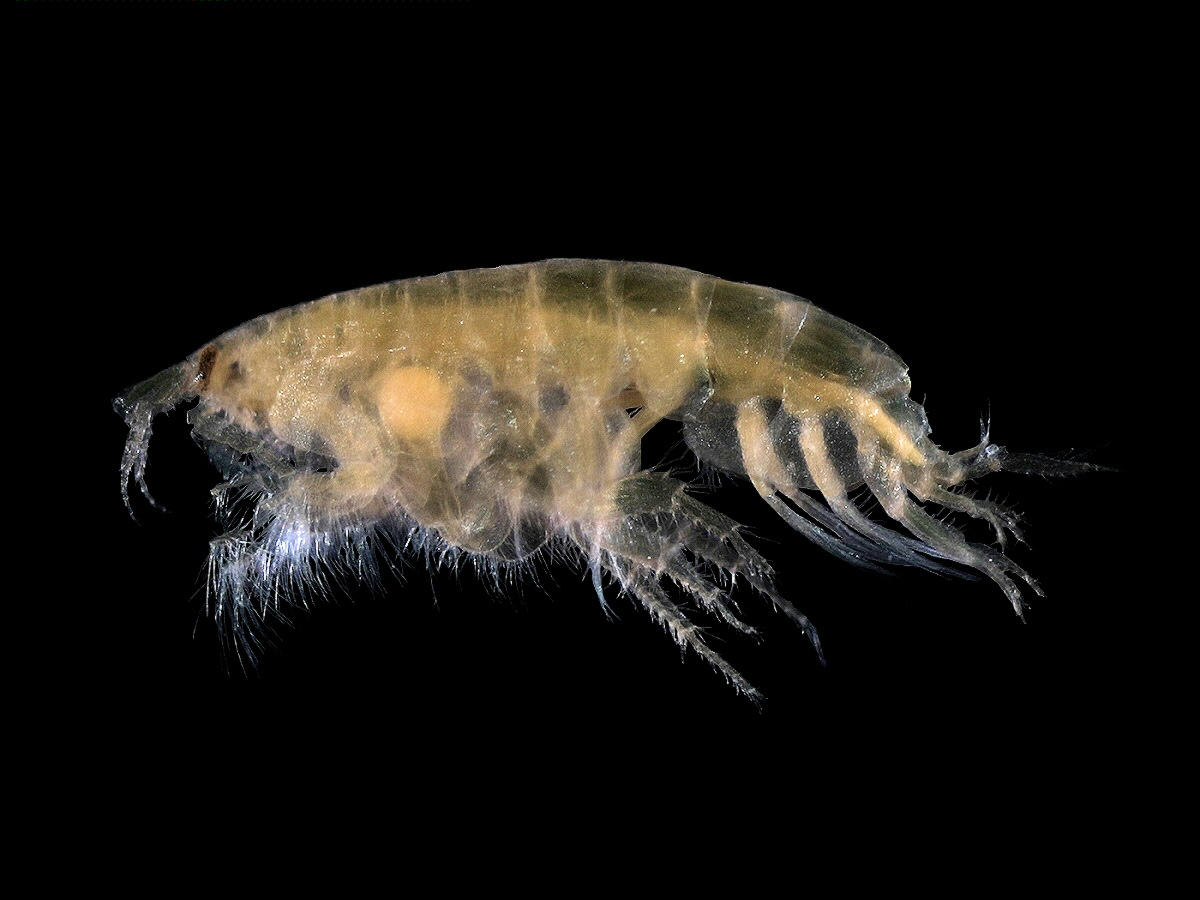
باثيبوريا ايليجانس (نوع من القشريات) مع بيضها في جيوبها

جيوب حاضنة (قشريات جرابية) تعد الجيوب الحاضنة ميزة مميزة لحيوان قشريات جرابية، بما في ذلك مزدوجات الأرجل ومتساويات الأقدام ومضاعفات الدرقة وربيانيات مقلنسة. إنها حجرة بيض مكونة من الأوستيجيت، وهي الزوائد التي تعلق على عظام تشريح العشر قدميات الأولى. تضع الإناث بيضها مباشرة في جيوب الحضنة ، وسوف تنمو وتطور الصغار هناك ، ويخضعون لعدة رواسب قبل أن يظهروا على أنهم بالغون مصغرون يشار إليهم باسم مانكا (هو حدث ما بعد اليرقات في بعض القشريات). الذكور ليس لديهم جيوب حاضنة.